# Santa Maria de Jonqueres
|  | Aquest article tracta sobre l'edifici de la Garrotxa. Si cerqueu el convent a la ciutat de Barcelona, vegeu «Monestir de Jonqueres». |

Santa Maria de Jonqueres o Santa Magdalena és una església al municipi de Maià de Montcal (Garrotxa) protegida com a bé cultural d'interès local. Santa Maria de Jonqueres és al cim d'una serralada que es desprèn del massís de la Mare de Déu del Mont.

## Arquitectura

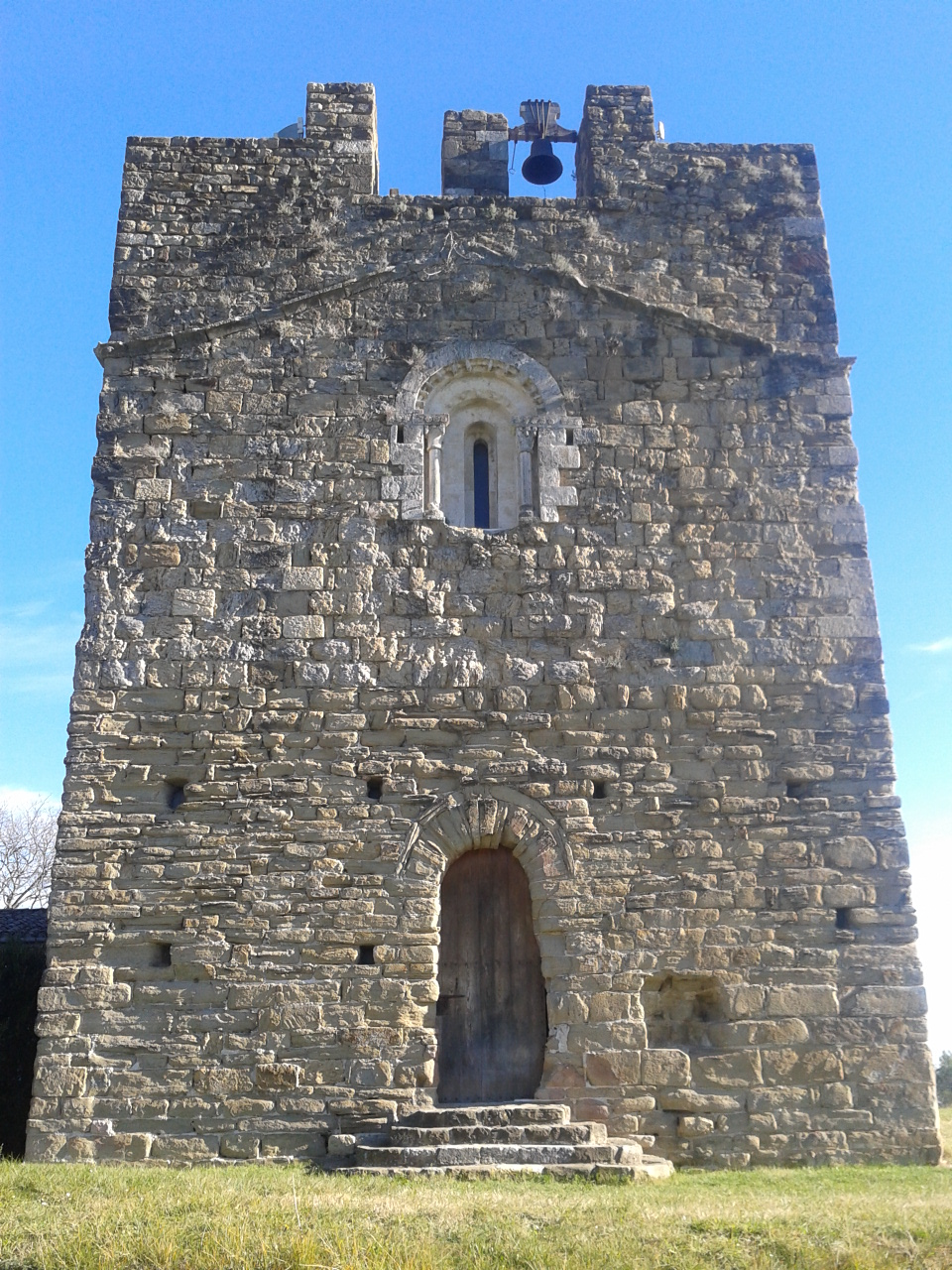
Façana de l'església de Santa Maria de Jonqueres (Maià de Montcal)

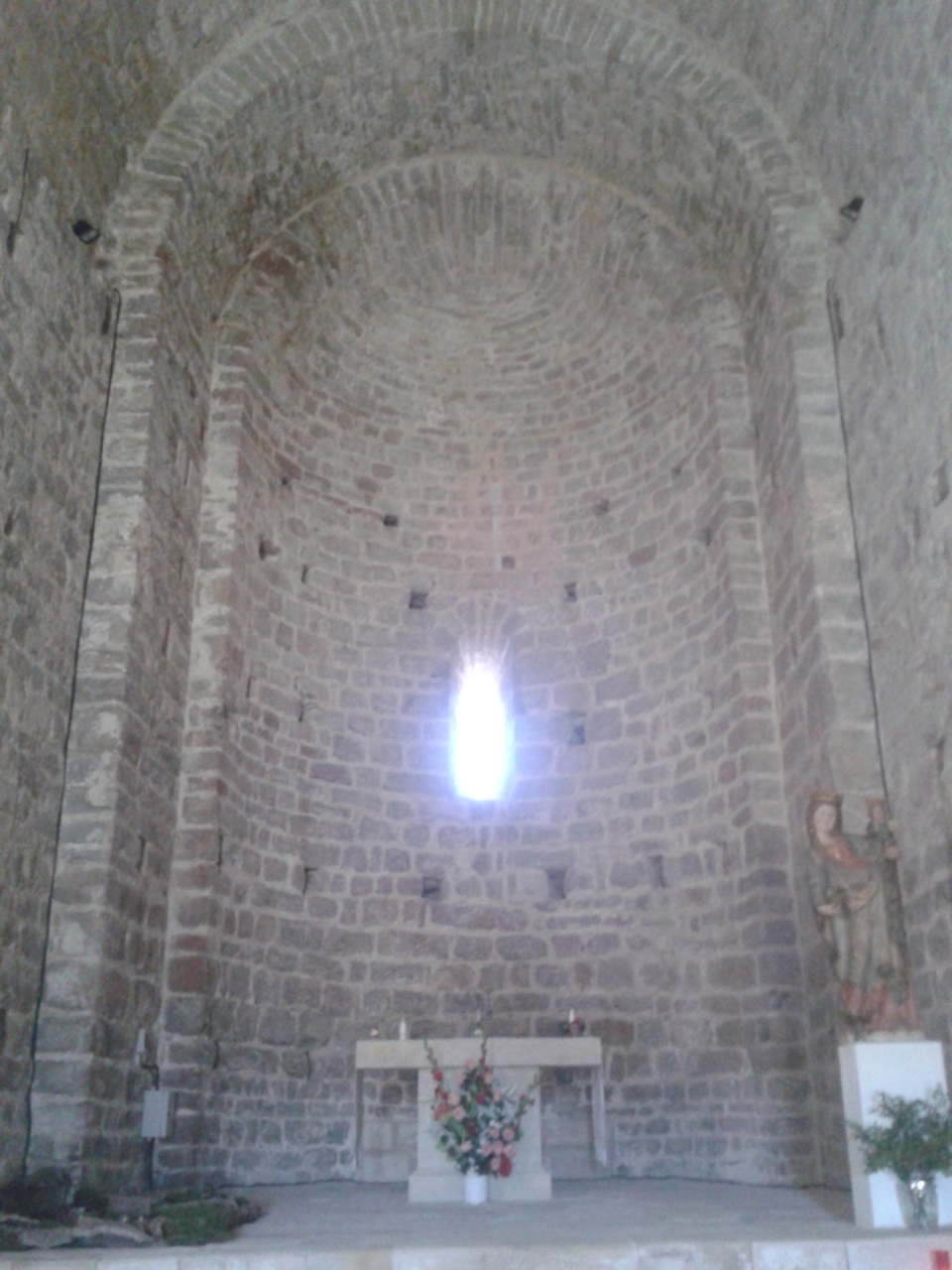
Interior de l'església de Santa Maria de Jonqueres

És una construcció romànica del segle xii, amb una sola nau, de volta apuntada i absis semicircular que fou sobrealçat posteriorment per tal de fortificar-lo. A la paret de tramuntana hi ha, tapiada, la porta que comunicava el temple amb les dependències del cenobi adjacent. El campanar, molt malmenat, és a la façana principal i encara s'hi pot veure les restes de l'espadanya de doble obertura.
Al costat de ponent hi ha la façana principal amb la porta d'ingrés al temple, un arc de mig punt, extradossat per un rengle de llosetes, i un timpà fet de pedruscall. Al damunt hi ha una finestra formada per tres arcs en degradació i columnes i capitells esculpits que fan de suport a dues impostes florejades, damunt les quals descansa l'arc exterior que s'orna amb una forma dentada; l'arc d'entremig presenta unes semiesferes en relleu.
Al costat de Santa Maria de Jonqueres i unida al mur nord de l'església hi ha el Mas de Santa Magdalena, que guarda molts vestigis de l'antic priorat que durant molts anys va tenir el monestir cistercenc de Santa Maria de Vallbona, del bisbat d'Elna. Actualment el mas és de planta rectangular i teulat a dues aigües amb els vessants vers les façanes principals. Nombroses obertures fetes recentment i altres obres i afegits han desfigurat la primitiva fàbrica. Al mur esquerre de l'església hi ha una porta dovellada realitzada amb bons carreus, que comunicava directament el temple amb les estances del priorat. A la façana de llevant es conserva una altra porta dovellada, avui cegada, feta de carreus i de construcció coetània a l'altra porta. També hi ha un ampli arc rebaixat, cegat, a la façana de tramuntana. El mas va ser construït a partir de les despulles del priorat, conservant alguns dels elements arquitectònics.

## Béns mobles
Hi ha dues imatges:

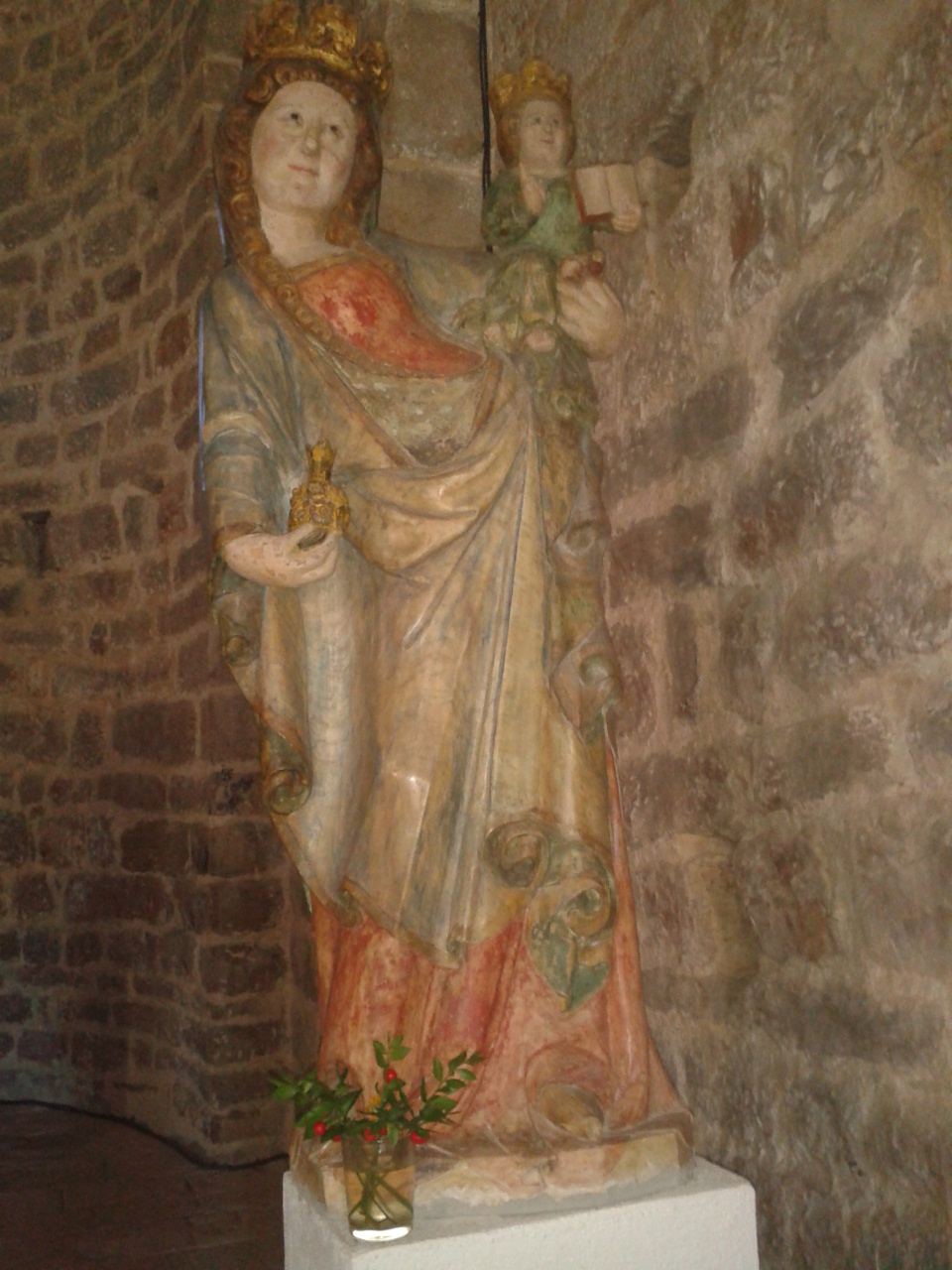
Imatge de la Mare de Déu de Jonqueres (Maià de Montcal)

- Una imatge d'alabastre de Beuda, representant a la Verge Maria i el seu fill, corresponent a l'època gòtica. Està ubicada a la fornícula central de l'altar major (fet de guix i seguint les formes clàssiques); la imatge avui es troba grollerament policromada (colors blaus, vermells, verds) que desfiguren el treball de tall original. La Verge, tocada amb una corona, porta l'Infant damunt el maluc esquerre, fet que dona a l'escultura una mobilitat quasi exagerada. La Mare porta a la mà dreta un fruit que hom ha interpretat com una magrana. L'Infant beneeix amb la dreta i aguanta un llibre amb l'esquerra.[1]

- Una imatge de Santa Magdalena. Menuda talla d'alabastre de Beuda que representa a Maria Magdalena. Cal recordar que l'església de Santa Maria és coneguda, des de fa molts anys per la gent de la rodalia com a Santa Magdalena.[2] Aquesta talla, fins fa pocs anys era guardada dins del temple; avui, per por al pillatge és guardada a la casa veïna. La talla amida 16cm d'alçada i representa a la Santa, amb llarga cabellera rinxolada, portant a la mà dreta la creu i amb l'esquerra una calavera. Està grollerament pintada de colors vermells i verds, impedint poder observar la talla de l'escultor original.[1]

## Història
Aquesta església, sufragània de la parròquia de Sant Vicenç de Maià, fou l'església de l'antic priorat de Santa Maria de Jonqueres. El lloc surt esmentat per primera vegada en les confrontacions d'un alou que el comte bisbe Miró Bonfill va cedir l'any 978 al monestir de Sant Pere de Besalú. L'any 1027 es tornarà a esmentar "Joancarias". En el testament que deixà Bernat de Beluespe l'any 1229 abans de marxar a l'expedició de la conquesta de Mallorca, queda documentada per primera vegada l'església de "Sancte Marie de Jonchariis". Per una escriptura del 1245, en virtut de la qual el bisbe de Girona Guillem de Cabanelles deixa a la dignitat episcopal tot el que per raó del castell de Dosquers posseïa en l'església de Santa Maria de Joanquiris, sabem que aquest priorat depenia del monestir cistercenc de Santa Maria de Vallbona, del bisbat d'Elna. La visita pastoral realitzada l'any 1443 consigna que a més de l'altar major dedicat a la Mare de Déu, n'hi havia un altre construir en honor de Santa Magdalena envers la qual es decantaria la devoció del poble en extingir-se el priorat.
Entre el 1462 i el 1472, durant la guerra civil catalana que enfrontà la Generalitat de Catalunya amb Joan II de Catalunya-Aragó, l'església va ser fortificada.
Sembla que el campanar d'aquesta església va fer, a mitjans del Segle XIX, les funcions de torre de telègraf òptic, corresponent a la línia militar de telegrafia òptica Figueres-Olot. Les visuals directes són la torre del Castell de Montagut (Montagut i Oix), i el Castell de Sant Ferran, de Figueres.